# 角衣属
角衣属（学名：Coelocaulon）是梅衣科下的一个属。

## 下属物种
本属包括以下物种：
- 皮刺角衣 Coelocaulon aculeatum Schreb.
- 叉角衣 Coelocaulon divergens (Ach.) R.Howe